# 新界區專線小巴64K線
新界區專線小巴64K線，由富新聯營辦，來往富山（寶福紀念館）及大圍站，途經大圍新村。
此路線向大圍新村居民提供接駁東鐵綫的小巴服務，並接載前往寶福紀念館、富山火葬場、新界（沙田）法醫學大樓等殯葬設施之乘客；另於上課日設輔助線64A往返大圍站及培僑書院。

## 歷史
本路線是1984年2月1日運輸署公開招標11組共20條專線小巴新路線，此線與63K編為同一組，同年8月14日線投入服務，當時來往下城門臨時房屋區及大圍臨時火車站（即木頭站）。
1985年3月4日，下城門總站遷往富山火葬場。
1986年4月23日，配合大圍站啟用，大圍火車站總站遷往富嘉花園現址。
1987年初：大圍火車站總站遷往大圍中期交通交匯處。同年增設上、中、下午時段來往富山／下城門臨時房屋區及大圍工業區的額外班次。
約1990年，本路線取消往來大圍工業區的班次。後來大圍火車站總站遷往村南道。
2017年4月1日：營辦商開始自資向長者及合資格殘疾人士提供$2.0票價優惠；惟因線主及戶口名稱問題未能符合當局要求，此路線與其餘由富新聯營運的小巴路線至此仍未能加入政府長者及合資格殘疾人士公共交通票價優惠計劃。
2018年8月12日：此路線與其餘由富新聯營運的小巴路線正式加入政府長者及合資格殘疾人士公共交通票價優惠計劃，標誌着全港所有專綫小巴路線已加入此計劃。

## 服務時間、班次及收費
64K線每日06:30至23:30服務（大圍站（村南道）開則在23時46分方完結服務），班次約10-20分鐘一班；至於64A線則逢星期一至五上課日於大圍站（村南道）定點開出3班車，時間分別為07:40、08:00及17:00。兩條路線之全程收費皆為$3.4，沒有任何分段收費。

## 行車路線
- 往大圍站（村南道）方向途經：下城門道、大圍新村路、下城門道、積運街、美田路、積輝街、大圍道、（積存街、城河道）

1. 、積褔街、積祿里及村南道

（
1. 如無乘客要求前往埃索大圍加油站一帶，此線用車將直接經大圍道、積福街及積祿里前往村南道。）

- 往富山方向途經：村南路、大圍道、積輝街、美田路、積運街、下城門道、大圍新村路及下城門道